# Бирклид, Бев
Бев Би́рклид (англ. Bev Birklid) — американская кёрлингистка.
В составе женской сборной США участник чемпионата мира 1985 (заняли девятое место). Чемпионка США среди женщин.
Играла на позиции четвёртого. Была скипом команды.

## Достижения
- Чемпионат США по кёрлингу среди женщин: золото (1985).

## Команды
| Сезон                                        | Четвёртый    | Третий       | Второй         | Первый         | Турниры                        |
| -------------------------------------------- | ------------ | ------------ | -------------- | -------------- | ------------------------------ |
| 1984—85                                      | Бев Бирклид  | Пегги Мартин | Джерри Эванс   | Катрина Шарп   | ЧСШАЖ 1985 · ЧМ 1985 (9 место) |
| Кёрлинг для смешанных команд (mixed curling) |              |              |                |                |                                |
| 1980—81                                      | Bill Birklid | Бев Бирклид  | Buzz Jackovich | Iris Jackovich | [ 4 ]                          |

(скипы выделены полужирным шрифтом)